# Rock Point, Arizona
Rock Point je naseljeno područje za statističke svrhe u američkoj saveznoj državi Arizona. Prema popisu stanovništva iz 2010. u njemu je živjelo 642 stanovnika.